# Florø
La ciutat de Florø té una extensió de 6,45 km², una població (2018) de 9.024 habitants i una densitat de població de 1.399 hab/km².
La ciutat abasta tota l'illa de Florelandet i la meitat occidental de l'illa de Brandsøya. La carretera nacional noruega Rv 5 és la principal carretera que connecta Florø amb la resta de Noruega. Els pobles propers de Brandsøy i Grov es troben a diversos quilòmetres a l'est de Florø. Les illes de Reksta, Kinn i Skorpa es troben a diversos quilòmetres a l'oest de la ciutat. Florø també acull l'aeroport de Florø i l'església de Florø.
Florø també és un antic municipi que va existir com a municipi independent durant poc més de 100 anys (1860-1964) abans de ser fusionat amb el municipi de Flora . L'1 de gener de 2020, la ciutat va passar a formar part del nou municipi de Kinn després d'una altra fusió municipal.

## Nom
La ciutat (i el municipi) va rebre el nom de l'antiga granja Flora ( Old Norse: Flóra   ), a prop d'on es va construir la ciutat de Florø el 1860. El significat del nom és una mica incert, amb un parell de possibilitats diferents. El nom antic és el cas acusatiu / genitiu de la paraula flórr que significa " pis ", d'on deriven els noms Flora i Florelandet. Aquesta paraula nòrdica antiga probablement deriva d'una paraula d'arrel germànica, flōraz, que significa "terra pla". Una altra possibilitat pel significat del nom és que derivi de la paraula flóð, que significa " inundació " o "diluvi". Un malentès comú és que el nom Florø inclou la paraula danesa ø, que significa "illa", com a sufix que s'adjuntava al nom de la granja Flora . Tot i que no és cert, gairebé va portar al fet que la ciutat passés a anomenar-se Florøy a la dècada del 1930.

## Economia
La base per a la fundació de la ciutat van ser les riques pesqueres d'arengada, simbolitzades pels tres arengades de l'escut de la ciutat. La pesca continua sent una part important de l'economia, a més de la construcció naval i els serveis . Després del descobriment de petroli al Mar del Nord a la dècada de 1960, Florø s'ha utilitzat com a base de subministrament per a la indústria petroliera.

## Història

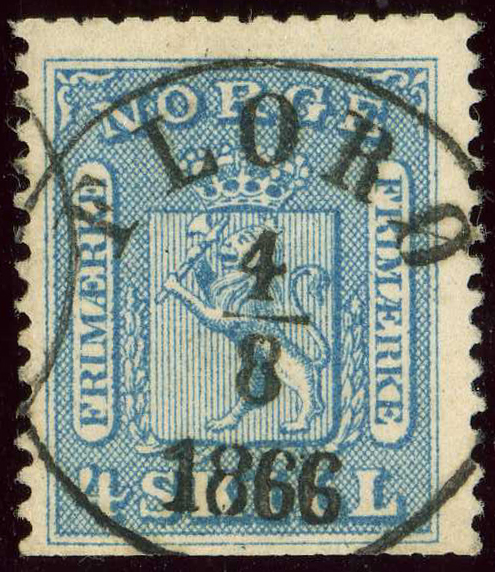
L'oblit de l'oficina de correus de Florø el 1866

Florø va ser fundada com a ciutat ( ladested ) el 1860. Poc després de la seva fundació, el 3 de gener de 1861, va ser separat del municipi (ara) antic de Kinn i es va convertir en un municipi propi amb una població de 846 habitants. Durant la dècada del 1960, hi va haver moltes fusions municipals a tot Noruega gràcies a la tasca del Comitè Schei . L'1 de gener de 1964 va tenir lloc una gran fusió municipal, que va fusionar els següents llocs per formar el municipi recentment creat de Flora.
- el municipi de Florø (població: 2.040 habitants)
- el municipi d'Eikefjord (població: 919)
- el municipi de Kinn (població: 3.567)
- les parts del municipi de Bru situades al nord del fiord de Førde (població: 1.155 habitants)
- les zones de Husefest i Breivik del municipi de Bremanger (població: 9)
- la zona de Steindal del municipi de Vevring (població: 25)

L'1 de gener de 2020, Flora va ser un dels municipis que es van fusionar en un municipi de Kinn recentment creat, molt més gran que el Kinn que existia fins al 1964.

### Escut d'armes
L' escut d'armes de la ciutat de Florø va ser concedit el 19 de febrer de 1960 i va estar en ús fins a l'1 de gener de 1964, quan es va crear el nou municipi de Flora, que incloïa la ciutat de Florø. (El 6 d'octubre de 1967, els antics escuts de Florø van ser atorgats com a escut del municipi de Flora. Aquests escuts van estar en ús fins a l'1 de gener de 2020, quan es va dissoldre el municipi de Flora.) El blasó oficial és " Gules, tres arengs doblegats d'argent " ( noruec: På raud botn tre sølv sildar i skrå-stilling   ) ). Això significa que les armes tenen un camp vermell (fons) i la càrrega és un conjunt de tres arengades diagonals. La càrrega té una tintura d'argent, la qual cosa significa que normalment és de color blanc, però si està feta de metall, s'utilitza plata. Els tres arengs són un símbol de la gran importància local de la pesca d'areng per al desenvolupament i l'economia de Flora. Els braços van ser dissenyats per Hallvard Trætteberg . La bandera municipal tenia el mateix disseny que l'escut.

### Autogovern (1861-1964)
Durant la seva existència, aquest municipi va ser governat per un consell municipal de representants elegits directament . L' alcalde va ser elegit indirectament per votació del consell municipal.

#### Alcaldes
Els alcaldes de Florø:
- 1865–1873: Ude Jacob Høst
- 1874–1881: Livius Smitt
- 1882–1885: Gunnar Olsen
- 1886–1886: Oscar von Koss
- 1887–1887: Fredrik Faye
- 1888–1890: Fredrik T. Lorentzen
- 1891–1897: Gunnar Olsen
- 1897–1901: E.M. Hole
- 1902–1904: Elias Olsen
- 1905–1907: Abraham Haave
- 1908–1908: Ole Johannes Vasbotten
- 1909–1910: Elias Olsen
- 1911–1922: E.M. Hole
- 1923–1927: Abraham Haave
- 1928–1933: Alfred V. Lauvsnes
- 1934–1934: Andreas Hodnefjeld
- 1935–1939: Alfred V. Lauvsnes
- 1940–1940: Einar Stavang
- 1945–1945: S.I. Solheim
- 1945–1946: Einar Stavang
- 1949–1955: Olav Kolle
- 1955–1957: Ludvig Olai Botnen (V)
- 1958–1959: Kjeld Haus
- 1960–1961: Ludvig Olai Botnen (V)
- 1962–1964: Kjeld Haus

#### Consell municipal
El consell municipal (Bystyre) de Florø estava format per 21 representants que van ser elegits per mandats de quatre anys.